# Championnat d'Azerbaïdjan de football de deuxième division
Le Championnat d'Azerbaïdjan de football de deuxième division (azéri : Azərbaycan Birinci Divizionu) est une compétition de football se situant au deuxième niveau de la hiérarchie du football en Azerbaïdjan, après la Premier League. La compétition réunit principalement les équipes réserves des clubs de première division bien que d'autres clubs y participent. 
Les équipes réserves n'ont pas accès à la première division, ce qui a pour conséquences d'avoir parfois un club promu alors qu'il a fini en milieu du classement. Le championnat rassemble en 2025 10 équipes et offre une place dans l'élite pour la saison 2023-2024.

## Palmarès
| Année   | Champion                           | Vice-champion                    |
| 1992    | FK Zabrat, Nicat Maştağa           | FK Azneftyağ, Kür Samux          |
| 1993    | Avtomobilçi Yevlax, Polad Sumqayıt | Xəzri Buzovna, Pambıqçı Neftçala |
| 1993-94 | FK Zabrat, Metallurq Sumqayıt      | FK Azneftyağ, MOIK Bakou         |
| 1994-95 | FK Shamkir                         | MOIK Bakou                       |
| 1995-96 | Xəzər Sumqayıt                     | FK Bakou                         |
| 1996-97 | AZAL PFK Bakou                     | FK Bakou                         |
| 1997-98 | FK Shahdag-Samur Qusar             | Shafa Bakou                      |
| 1998-99 |                                    |                                  |
| 1999-00 | Şahdağ Quba                        | Araz Naxçıvan                    |
| 2000-01 | MOIK Bakou                         | FK Ümid Bakı                     |
| 2001-02 | Lokomotiv İmişli                   | Xəzər Sumqayıt                   |
| 2003-04 | FK Genclerbirliyi Sumqayit         | FK Göyazan Qazax                 |
| 2004-05 | AZAL PFK Bakou                     | Energetik FK                     |
| 2005-06 | FK Qabala                          | Simurq PFK                       |
| 2006-07 | MOIK Bakou                         | Bakılı Baku                      |
| 2007-08 | MOIK Bakou                         | Bakılı Baku                      |
| 2008-09 | ABN Bərdə                          | FK Shahdag-Samur Qusar           |
| 2009–10 | Kapaz PFK                          | MOIK                             |
| 2010–11 | FK Absheron                        | Ravan Bakou                      |
| 2011–12 | Qaradağ FK                         | FK Karvan                        |
| 2012–13 | Ağsu FK                            | Qaradağ FK                       |
| 2013–14 | Araz Nakhitchevan                  | FK Neftchala                     |
| 2014–15 | FK Neftchala                       | Ağsu FK                          |
| 2015–16 | FK Neftchala                       | Qaradağ FK                       |
| 2016–17 | PFK Turan Tovuz                    | Sabail FK                        |
| 2017–18 | Khazar Baku FK                     | Qaradağ FK                       |
| 2018–19 | MOIK Bakou                         | FK Sumgayit-2                    |
| 2019–20 | PFK Turan Tovuz                    | Sabail FK-2                      |
| 2020–21 | PFK Neftchi-2                      | Zagatala PFK                     |
| 2021–22 | Qaradağ FK                         | Shamakhi FK                      |
| 2022–23 | Araz Nakhitchevan                  | PFK Neftchi-2                    |